# Katwijk
Katwijk – gmina w Holandii, w prowincji Holandia Południowa, nad Morzem Północnym.

## Miejscowości gminy
- Katwijk-Noord
- Katwijk aan den Rijn
- Katwijk aan Zee
- Rijnsburg
- Valkenburg

## Współpraca
- Ochryda, Macedonia Północna
- Lowestoft, Wielka Brytania
- Siegen, Niemcy